# Otto John
Otto John (ur. 19 marca 1909 w Marburgu, zm. 26 marca 1997 w Innsbrucku) – niemiecki doktor prawa, pierwszy prezes Federalnego Urzędu Ochrony Konstytucji (niem. Bundesamt für Verfassungsschutz) – kontrwywiadu Republiki Federalnej Niemiec (1950–1954).
W latach 1933–1944 był zatrudniony w biurze prawnym Lufthansy. W czasie II wojny światowej współpracował z szefem sztabu Abwehry gen. mjr. Osterem, był zamieszany w zamach na Hitlera 20 lipca 1944, jednakże udało mu się 24 lipca 1944 uciec drogą lotniczą do Madrytu. Tam skontaktował się z przedstawicielami wywiadu brytyjskiego i podjął pracę w brytyjskiej rozgłośni radiowej, która nadawała tzw. czarną propagandę. Po wojnie brał udział w dochodzeniach denazyfikacyjnych, był także uczestnikiem procesów zbrodniarzy wojennych.
W grudniu 1950 przyjął pełnienie obowiązków prezesa BfV, a rok później został mianowany prezesem tej instytucji. Nastąpiło to wbrew negatywnej opinii środowiska oficerskiego byłego Wehrmachtu.
20 lipca 1954 po wzięciu udziału w uroczystych obchodach rocznicy zamachu na Adolfa Hitlera w Berlinie Wschodnim zniknął. 22 lipca wschodnioniemiecka rozgłośnia radiowa Rundfunk der DDR nadała jego oświadczenie wzywające do zjednoczenia Niemiec. W jego imieniu dodano, że John protestuje również przeciwko reaktywacji narodowych socjalistów w służbie cywilnej NRF. Ponownie pojawił się w Berlinie Wschodnim dopiero w grudniu 1954 po kilkumiesięcznym pobycie w ZSRR, wówczas już jako funkcjonariusz Stasi. 13 grudnia 1955 dzięki pomocy duńskiego dziennikarza Henrika Bonde-Henriksena powrócił przez Berlin Zachodni do Niemiec Zachodnich, gdzie w 1956 Trybunał Federalny (niem. Bundesgerichtshof) skazał go na 4 lata ciężkich robót za zdradę państwa (niem. Landesverrat), nie dając wiary jego wyjaśnieniom, że padł ofiarą porwania. Po zwolnieniu z więzienia, 28 lipca 1958 wyjechał do Austrii.